# Nikolaj Diomidovič Mjakinin
Nikolaj Diomidovič Mjakinin (rusko Николай Диомидович Мякинин), ruski general, * 1787, † 1814.
Bil je eden izmed pomembnejših generalov, ki so se borili med Napoleonovo invazijo na Rusijo; posledično je bil njegov portret dodan v Vojaško galerijo Zimskega dvorca.

## Življenje
13. februarja 1802 je kot kadet vstopil v 1. artilerijski bataljon, nato pa je bil že 17. februarja istega leta premeščen v Leib gardni artilerijski bataljon. 12. oktobra istega leta je bil povišan v bajonetnega kadeta in 31. marca 1804 v podporočnika. Sodeloval je v avstrijski kampanji leta 1805; za izkazan pogum v bitki pri Austerlitzu je postal adjutant generala Arakčejeva. 
Udeležil se je kampanje leta 1807, zakar je bil povišan v poročnika. Med bitko za Leipzig (patriotske vojne) se je ponovno izkazal, tako da je bil 11. januarja 1814 povišan v generalmajorja. 23. februarja 1814 je postal poveljnik artilerije 4. pehotnega korpusa. 
Za posledicami ran je umrl še istega leta.